# 개입권
개입권은 사용인이 경업을 한 경우에만 인정되는 권리이다. 영업주는 경업거래가 사용인 자신의 계산으로 한 것인 때에는 이를 영업주의 계산으로 한 것으로 볼 수 있고, 제3자의 계산으로 한 것인 때에는 그 사용인에 대하여 이로 인한 이득의 양도를 청구할 수 있다. 이를 개입권 또는 탈취권이라 한다.

## 개입권의 성질과 행사
개입권은 형성권이다. 따라서 사용인에 대한 의사표시로만 효력이 발생한다.

## 개입권의 행사기간
개입권은 영업주가 그 거래를 안 날로부터 2주간을 경과하거나, 그 거래가 있은 날부터 1년을 경과하면 소멸한다.

## 개입권과 손해배상청구권
개입권의 행사는 사용인에 대한 손해배상청구에 영향을 미치지 아니하므로, 개입권의 행사와 별도로 손해배상을 청구할 수 있다.

## 운송주선인의 개입권
운송주선인은 다른 약정이 없으면 자신이 운송인이 되어 직접 운송할 수 있다.이같이 운송주선인이 직접 운송할 수 있는 권리를 운송주선인의 개입권이라 한다.

## 개입권의 행사 및 특칙
운송주선인이 위탁자의 청구에 의하여 화물상환증을 작성한 때에는 직접 운송하는 것으로 본다. 원래 화물상환증은 운송인이 발행할 수 있는 것이므로 송하인이 운송주선인에게 화물상환증의 발행을 청구한 것은 개입을 권유한 것으로 볼 수 있고, 이에 대해 운송주선인이 화물상환증을 발행하는 것은 개입한다는 묵시의 의사표시가 있는 것으로 볼 수 있기 때문이다. 다만 운송주선인이 자기의 명의로 화물상환증을 발행한 경우에 한하며, 타인의 대리인으로 화물상환증을 발행한 경우에는 개입이 의제되는 '화물상환증의 작성'으로 볼 수 없다.
운송주선인이 일단 개입을 통지하면 위탁자는 개입을 금지하지 못한다. 개입권은 형성권이기 때문이다.

## 개입의 효과
운성주선인이 개입을 한 때에는 운송인과 동일한 권리•의무를 갖는다.
따라서 운송주선인은 운송주선인으로서의 지위와 운송인으로서의 지위를 아울러 갖게 되나, 전자의 지위는 큰 의미를 갖지 아니한다.

## 참고 문헌
- 이철송,상법촉칙•상행위,(서울: 박영사, 2014)

## 같이 보기
- 운송주선인
- 유치권
- 대한민국 상법